# 冰火棋
冰火棋（Fire and Ice），是Jens Peter Schliemann在2002年的兩人棋類，隔年得到門薩首選。
中國大陸山寨版稱為抢夺复活岛，多一顆骰子增加運氣性。

## 棋具
- 七個三角形塊排列成有中心的大三角。每個三角形塊有七個棋點，同樣排列成有中心的小三角，共四十九個棋點。
- 棋子以顏色區分敵我，每方二十五枚。

## 棋規
- 雙方先各放一枚己棋於任一空棋點，然後開始輪流移動一枚己子至空棋點，移動後在原先棋點放一枚敵棋。移動方式有以下兩種：
  - 移到同小三角的任意空棋點。
  - 移到相鄰小三角中相對位置的空棋點。
- 以三枚以上己棋在同小三角組成以下三種形狀之一稱為占領，但不影響敵方移動。
  - 小三角的一邊。
  - 小三角的一高。
  - 小三角的三中點。
- 以占領三個以上的小三角組成以下三種形狀之一為獲勝。
  - 大三角的一邊。
  - 大三角的一高。
  - 大三角的三中點。[3]

## 外部連結
- 遊戲介紹（页面存档备份，存于）